# Patrimoni dell'umanità delle Figi
I patrimoni dell'umanità delle Figi sono i siti dichiarati dall'UNESCO come patrimonio dell'umanità nelle Figi, che sono divenute parte contraente della Convenzione sul patrimonio dell'umanità il 21 novembre 1990.
Al 2022 un solo sito è iscritto nella Lista dei patrimoni dell'umanità: la città portuale storica di Levuka, scelta nel 2013 in occasione della trentasettesima sessione del comitato del patrimonio mondiale. Tre sono invece le candidature per nuove iscrizioni.

## Siti del Patrimonio mondiale
| Foto | Sito                             | Luogo  | Tipo                     | Anno | Descrizione |
| ---- | -------------------------------- | ------ | ------------------------ | ---- | --- |
|      | Città portuale storica di Levuka | Levuka | Culturale (1399; ii, iv) | 2013 | La città e la sua bassa linea di edifici incastonati tra palme da cocco e manghi lungo il lungomare fu la prima capitale coloniale delle Figi, ceduta agli inglesi nel 1874. Si sviluppò dall'inizio del XIX secolo come centro di attività commerciali di americani ed europei che hanno costruito magazzini, negozi, strutture portuali, residenze e istituzioni religiose, educative e sociali intorno ai villaggi della popolazione indigena. È un raro esempio di città portuale tardo coloniale che è stata influenzata nel suo sviluppo dalla comunità indigena che ha continuato a superare in numero i coloni europei. Così la città, un eccezionale esempio di insediamenti portuali del Pacifico della fine del XIX secolo, riflette l'integrazione delle tradizioni edilizie locali da parte di una potenza navale, portando all'emergere di un paesaggio unico. |

## Siti candidati
| Foto | Sito                                         | Luogo                | Tipo                         | Anno       | Descrizione |
| ---- | -------------------------------------------- | -------------------- | ---------------------------- | ---------- | --- |
|      | Bacino di Sovi                               | Distretto di Waimaro | Culturale (1374; iii, iv, v) | 26/10/1999 | Il bacino di Sovi è l'ecosistema terrestre più importante delle Fiji in termini di patrimonio biologico e paesaggistico. Il bacino di 19 600 ettari ha una serie di caratteristiche naturali speciali: la peculiare forma a scodella, con le cime vulcaniche che lo circondano, crea una morfologia unica nelle isole del Pacifico. Il suo sottosuolo è composto da dura roccia granitica che si è lentamente erosa nel tempo formando basse colline ondulate, drenate da fiumi e torrenti cristallini. L'intera morfologia è ricoperta da una foresta tropicale di pianura: la foresta vergine più grande, più diversificata e più straordinaria dal punto di vista paesaggistico delle Figi.                |
|      | Dune di sabbia di Sigatoka                   | Sigatoka             | Culturale (1375; iii, iv, v) | 26/10/1999 | Le dune di sabbia di Sigatoka si trovano direttamente a ovest della foce del fiume Sigatoka e sono il prodotto dell'erosione fluviale nell'entroterra e dei processi di formazione delle dune costiere. L'esteso sistema dunale copre un'area di 650 ettari e comprende una serie di dune di sabbia paraboliche di varie età, con circa la metà dell'area instabile, soprattutto a est. Le dune di Sigatoka sono il luogo di uno dei primi siti preistorici registrati nelle Figi: le prove del passato sono chiaramente visibili in tutto il sistema dunale poiché frammenti di ceramiche, strumenti in pietra, resti umani e altri reperti archeologici continuano a essere scoperti dai processi naturali. |
|      | Santuario dell'iguana crestata di Yadua Taba | Yadua Taba           | Naturale (1376; x)           | 26/10/1999 | L'iguana crestata (Brachylophus vitiensis) si trova in grandi popolazioni sull'isola disabitata di Yadua Taba, situata in un'area d'ombra pluviometrica con meno di 180 cm di pioggia all'anno. La vegetazione è costituita da un misto di foresta costiera, macchia di casuarina, piantagioni di copra dismesse, macchia costiera e prati. La fauna è limitata agli uccelli migratori, agli scinchi degli alberi e ai gechi. |